# Reki-jo

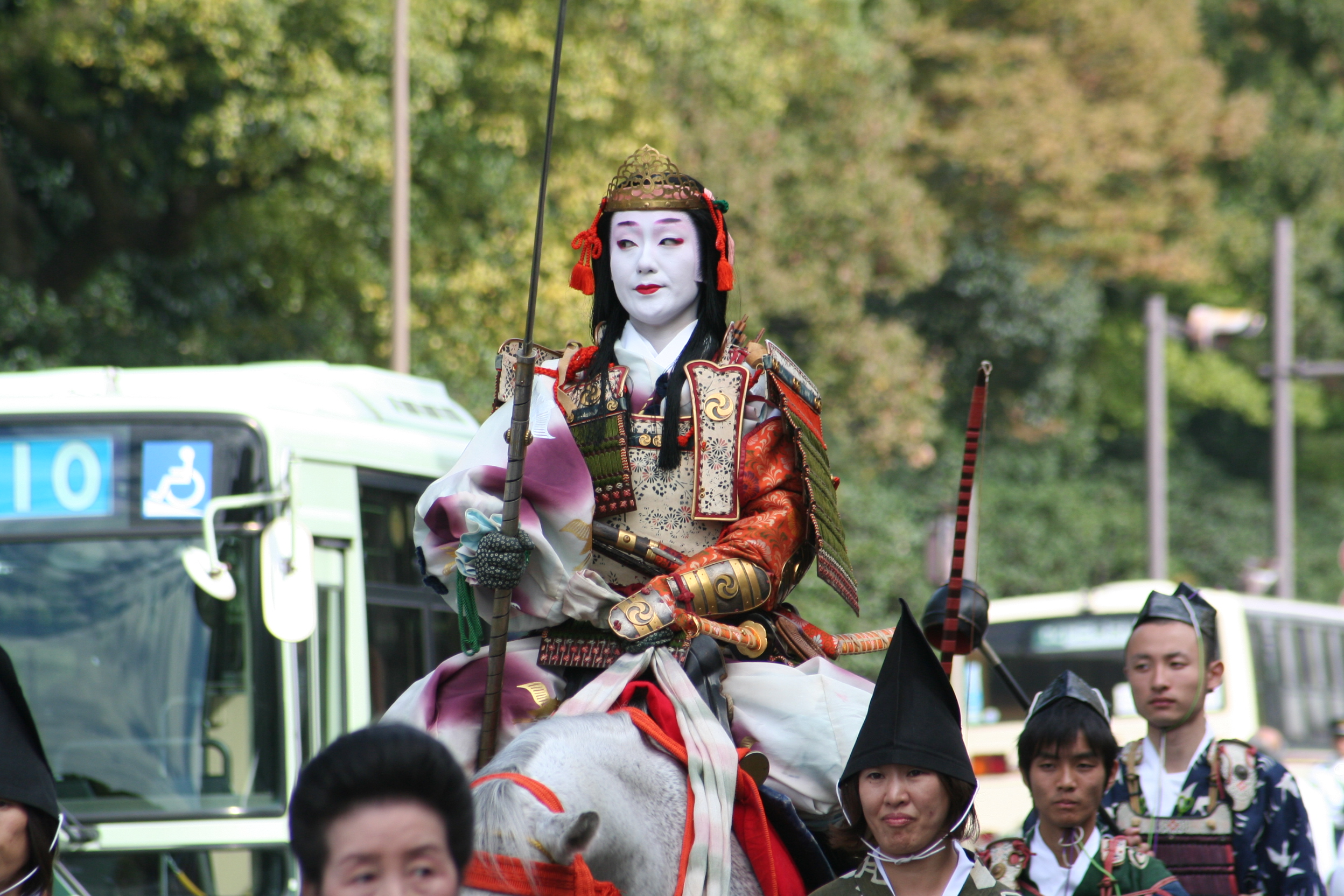
Le Jidai Matsuri a eu lieu dans la ville de Kyoto, préfecture de Kyoto. Une procession du palais impérial au sanctuaire Heian à midi.

Les reki-jo (歴女) sont des femmes japonaises fans d'études historiques, utilisant parfois le discours et les maniérismes du Japon pré-industriel dans leurs réunions sociales. Les reki-jo sont des espèces d'otaku. L'activité économique liée à ce hobby produit annuellement autour de 750 millions de US$.

## Étymologie
Reki-jo est la contraction de « filles fans d'Histoire » (歴史好きの女子, rekishi-zuki no joshi).

## Centres d'intérêt
Le Shinsen gumi fait fréquemment l'objet de recherches, pour ne pas dire d'un culte certain.
Autres personnages historiques couramment sujets d'intérêt des reki-jo :
- Date Masamune
- Sanada Yukimura
- Ishida Mitsunari
- Naoe Kanetsugu
- Sakamoto Ryoma
- Hijikata Toshizō
- Tetsuzō Iwamoto

## Reki-jonotables
La modèle Anne Watanabe, fille de l'acteur Ken Watanabe.

## Source de la traduction
- (en) Cet article est partiellement ou en totalité issu de l’article de Wikipédia en anglais intitulé « Reki-jo » (voir la liste des auteurs).